# Tordylium macropetalum
Tordylium macropetalum är en flockblommig växtart som beskrevs av Pierre Edmond Boissier. Tordylium macropetalum ingår i släktet Tordylium och familjen flockblommiga växter. Inga underarter finns listade i Catalogue of Life.